# Политички чланци 1919−1939
Политички чланци 1919−1939 јесте збирка новинских чланака Милоша Црњанског, објављених између 1919. и 1939. године. Његови сабрани политички чланци су први пут објављени 2017. године у саиздаваштву Задужбине Милоша Црњанског и Издавачке куће Catena Mundi.

## Опис
Књига представља сабране политичке чланке (њих 180) које је Милош Црњански, у периоду од 1919. до 1939. године, објавио у часопису Идеје, листу Време, као и другим оновременим новинама. Књига је подељена у пет целина, које по хронолошком реду обухватају текстове које је Црњански писао у Југославији, Немачкој, Шпанији и Италији.
У књизи се налазе текстови Црњанског из времена када је био дописник Времена из Шпаније и Немачке, укључујући и разговор са Адолфом Хитлером, као и део приватног разговора који је Црњански имао са њим о положају немачке мањине у Краљевини Југославији. Црњански је писао и о водећим политичким личностима свога доба, попут краља Александра, Бенита Мусолинија, Франциска Франка, Невилу Чемберлену, Јосифу Висарионовичу Стаљину, првацима Нацистичке партије Херману Герингу, Константину фон Нојрату, Јоакиму фон Рибентропу...
Уредник овог издања је др Мило Ломпар, а приређивач је био и др Часлав Николић.

### Књига 32 (Југославија, 1919−1935)
- Васпитање и револуција
- Председник општине у Старом Бечеју шеф дружине кријумчара дувана

### Књига 33 (Југославија,Идеје)
- Контуре животописа Блаженопочившег Витешког Краља Александра Првог Ујединитеља
- Исус и његова сенка донели су г. Шопу 6.000 динара

### Књига 34 (Немачка, 1935−1938)
- Олимпијада у Берлину
- Балкан према оцени немачког новинара Егона Хајмана

### Књига 35 (Шпанија, 1937)
- „Билбао је истакао беле заставе…”
- Иза генерала Франка стоји Хил Роблес

### Књига 35 (Италија, 1938−1939)
- На осовини
- Лепи дани у Аранхуезу